# Francisco de Aguirre
Francisco de Aguirre, španski konkvistador in politik, * 1508, Talavera de la Reina, † 1581, La Serena.
Don de Aguirre je sodeloval pri zavzetju Čila, za kar je postal kraljevi guverner Čila (1553–1555).